# トポロジカル・インデックス
トポロジカル・インデックス（またはコネクティビティ・インデックス）とは、化学グラフ理論や分子トポロジー、数理的化学の分野において、化合物の分子グラフを元に計算される分子の記述子の一種である。トポロジカル・インデックスはグラフの不変量として位相幾何学的特性を特徴付けるグラフの数量的変数である。トポロジカル・インデックスは、たとえば化学構造と相関関係にある分子の生化学的活性およびその他の物性を表す定量的構造活性相関の発展的事項として扱われる。